# ديرخبية
ديرخبية قرية سوريّة تتبع إداريّاً لمحافظة ريف دمشق منطقة مركز ريف دمشق ناحية الكسوة، بلغ تعداد سكانها 4,350 نسمة حسب التعداد السكاني لعام 2004.